# Сандху, Притам Сингх
Притам Сингх Сандху (англ. Pritam Singh Sandhu; 21 декабря 1931, Мванза — 19 марта 1999, Найроби) — танганьикский и кенийский хоккеист на траве, левый полусредний нападающий; функционер. Участник летних Олимпийских игр 1960 года.

## Биография
Притам Сингх Сандху родился 21 декабря 1931 года в танганьикском городе Мванза (сейчас в Танзании).
Начал играть в хоккей на траве за «Кхалсу» из Дар-эс-Салама. Был капитаном команды в 1954 году, когда она выиграла Золотой кубок ДʼСоузы.
С 17 лет играл за сборную Танганьики. Участвовал в матче против сборной Индии во время её турне.
В 1957 году перебрался в Кению. 20 сентября 1958 года дебютировал в составе сборной страны в Найроби в матче со сборной Англии, в котором забил 2 мяча.
Выступал за «Симба Юнион» из Найроби. В сезоне-1958/59 установил национальный рекорд результативности, забив 105 мячей. С 1964 года играл за «Олд Аллидинианс» из Момбасы, позже за «Симба Юнион» из Момбасы. Выступал за сборную Прибрежной провинции, был её капитаном в матчах со сборной Пакистана в 1965 году и сборной Индии в 1968 году. Был секретарём провинциальной ассоциации хоккея на траве.
В 1971 года вернулся в Найроби и снова защищал цвета местного «Симба Юнион», а затем «Импалы».
В 1960 году вошёл в состав сборной Кении по хоккею на траве на летних Олимпийских играх в Риме, занявшей 8-е место. Играл на позиции нападающего, провёл 3 матча, мячей не забивал.
По окончании игровой карьеры был казначеем Кенийского хоккейного союза, секретарём хоккейной ассоциации Найроби.
В 1984 году был менеджером сборной Кении на летних Олимпийских играх в Лос-Анджелесе.
В 1988—1992 годах был председателем Кенийского хоккейного союза.
Впоследствии стал заниматься гольфом. Был председателем королевского гольф-клуба Найроби.
Застрелен 19 марта 1999 года в Найроби проникшими в его дом грабителями.